# Jardín Botánico del Campus de Savonlinna
El Jardín Botánico del Campus de Savonlinna (en finés Savonlinnan kampuksen puutarha), es un jardín botánico localizado en el campus de la Universidad de Finlandia Oriental en Savonlinna, Finlandia, gestionado por la Universidad.

## Localización
Este jardín botánico se ubica en el campus de la universidad.
Savonlinnan kampuksen puutarha, Heikinpohjantie 33, Savonlinna, Maakunta, Suomen Tasavalta-Finlandia.61°52′5″N 28°53′10″E / 61.86806, 28.88611
Superficie de toda la zona son unas 9 hectáreas, donde incluye los edificios de la universidad.
- Superficie forestal de 5 hectáreas
 
- 900 m de senderos de largo recorrido
 
- 3 hectáreas del parque

## Historia
A mediados de la década de 1550 Gustavo Vasa fundó en Finlandia unas 50 mansiones reales con sus respectivas granjas, en los terrenos de una de ellas es el mismo lugar donde ahora está el jardín del campus situado en Savonlinna.
Su jardinero actual es Anja Romana.

## Colecciones
En sus colecciones se practica la agricultura orgánica con las siguientes áreas de exhibición :
- Huerto, con 100 tipos diferentes de bayas y manzanas
- Vivero con 70 especies
- Hierbas multianuales alrededor de 30 especies
- Plantas perennes 155
- Invernaderos, 132 m², 270 especies

## Actividades
El jardín botánico opera principalmente en la asistencia de la enseñanza y la investigación. El jardín en su faceta de la educación ambiental proporciona un entorno de aprendizaje práctico. 
-Tratamiento de los invernaderos
 
-Gestión de las áreas expositivas del Parque del Campus (Con la excepción de zonas de césped)
 
-Instalaciones interiores del tratamiento de las plantas
 
-Decoraciones festivas
 
-Producción de material educativo para la asistencia en la enseñanza.